# جيم غريفيثز (سياسي)
جيم غريفيثز (بالإنجليزية: James Griffiths)‏ هو سياسي بريطاني (وحمل سابقاً جنسية المملكة المتحدة لبريطانيا العظمى وأيرلندا)، ولد في 19 سبتمبر 1890 في المملكة المتحدة، وتوفي في 7 أغسطس 1975 في المملكة المتحدة. حزبياً، نشط في حزب العمال.

## مناصب
- في الانتخابات الفرعية في مجلس العموم البريطاني [الإنجليزية]‏، انتخب عضو برلمان المملكة المتحدة الـ37 عن دائرة لانيلي (26 مارس 1936 – 15 يونيو 1945).
- في الانتخابات العامة في المملكة المتحدة 1945 [الإنجليزية]‏، انتخب عضو برلمان المملكة المتحدة الـ38 عن دائرة لانيلي (5 يوليو 1945 – 3 فبراير 1950).
- في الانتخابات العامة في المملكة المتحدة 1950 [الإنجليزية]‏، انتخب عضو برلمان المملكة المتحدة الـ39 عن دائرة لانيلي (23 فبراير 1950 – 5 أكتوبر 1951).
- في الانتخابات العامة في المملكة المتحدة 1951 [الإنجليزية]‏، انتخب عضو برلمان المملكة المتحدة الـ40 عن دائرة لانيلي (25 أكتوبر 1951 – 6 مايو 1955).
- في الانتخابات العامة في المملكة المتحدة 1955 [الإنجليزية]‏، انتخب عضو البرلمان الحادي والأربعين للمملكة المتحدة ‏ عن دائرة لانيلي (26 مايو 1955 – 18 سبتمبر 1959).
- في الانتخابات العامة في المملكة المتحدة 1959 [الإنجليزية]‏، انتخب عضو البرلمان الثاني والأربعون للمملكة المتحدة ‏ عن دائرة لانيلي (8 أكتوبر 1959 – 25 سبتمبر 1964).
- في الانتخابات العامة في المملكة المتحدة 1964 [الإنجليزية]‏، انتخب عضو البرلمان الثالث والأربعون للمملكة المتحدة عن دائرة لانيلي (15 أكتوبر 1964 – 10 مارس 1966).
- في الانتخابات العامة في المملكة المتحدة 1966 [الإنجليزية]‏، انتخب عضو البرلمان الرابع والأربعون للمملكة المتحدة عن دائرة لانيلي (31 مارس 1966 – 29 مايو 1970).
- انتخب عضو مجلس الشورى البريطاني.
- انتخب وزير الدولة لشؤون العمل والمعاشات [الإنجليزية]‏ (27 يوليو 1945 – 28 فبراير 1950).
- انتخب وزارة المستعمرات في بريطانيا (28 فبراير 1950 – 26 أكتوبر 1951).
- انتخب نائب زعيم حزب العمال [الإنجليزية]‏ (2 فبراير 1956 – 4 مايو 1959).
- انتخب Secretary of State for Wales [الإنجليزية]‏ (18 أكتوبر 1964 – 5 أبريل 1966).

## روابط خارجية
- جيم غريفيثز على موقع مونزينجر (الألمانية)